# Un poco de buen amor
Un poco de buen amor fue una telenovela argentina dirigida por Martín Clutet y emitida para Canal 9 Libertad (hoy elnueve) en 1965. Estuvo protagonizada por Guillermo Bredeston y Graciela Araujo.
La telenovela fue presentada en el espacio Su comedia favorita.

## Elenco
- Guillermo Bredeston - Gregorio
- Graciela Araujo - Rosa María
- Gloria Lopresti
- Osvaldo Pacheco
- Mirta Cerlini
- José María Langlais
- Blanca Lagrotta
- María de la Paz
- Antuco Telesca
- Bárbara Mujica
- Franca Boni
- Oscar Rovito
- Susy Kent
- Jorge Salcedo
- Oscar Ferrigno
- Selva Alemán
- Hilda Bernard
- Julio César Barton
- Zulma Faiad
- Mario de Rosa

## Equipo técnico
- Historia: Alberto Migré
- Readaptación: Alberto Migré
- Dirección: Martín Clutet